# Sonnenfinsternis vom 9. August 1896
Die Sonnenfinsternis vom 9. August 1896 war eine totale Sonnenfinsternis, die im   nördlichen Europa, Russland und Japan sichtbar war. Es handelte sich um die 48. Finsternis des Saroszyklus Nummer 124.

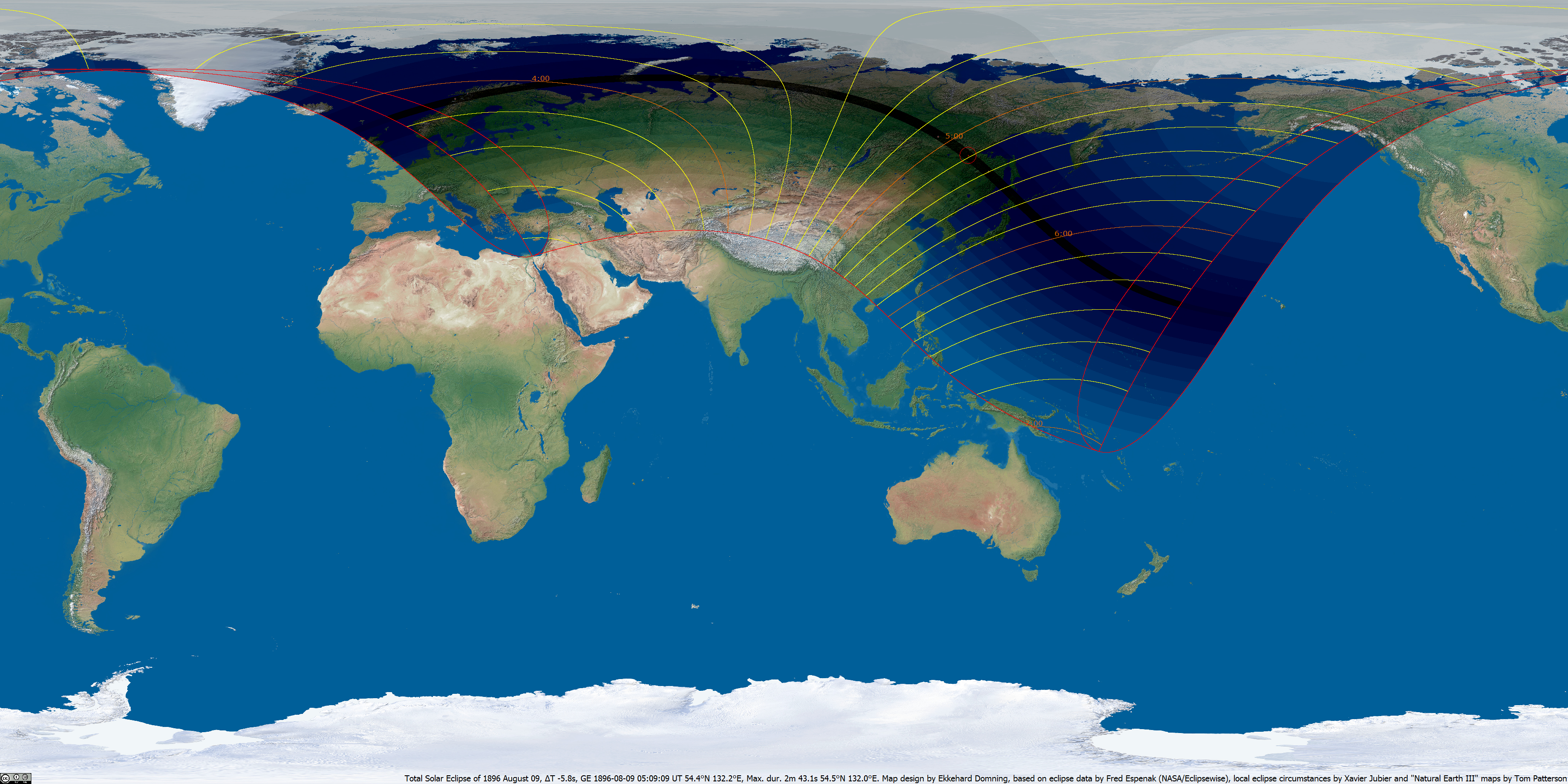
Verlauf der Finsternis

## Beschreibung

### Verlauf
Der Kernschattenbereich begann im Nordatlantik, nördlich von Großbritannien, überquerte die nördlichen Teile von Norwegen, Schweden und Finnland, überstrich danach die Barentssee, Nowaja Semlja und die Karasee, traf auf der Jamal-Halbinsel wieder auf das Festland, erreichte in der Region Chabarowsk das Finsternismaximum, überquerte das  Japanische Meer und Nordjapan und endete schließlich weit im Pazifik.

### Zeiten der Finsternis
Der Kernschatten dieser Finsternis traf die Erde erstmals um 03:53:14 UT in der Nähe des Nullmeridians und verließ die Erde um 06:25:18 UT, wobei er zirka 20° nördlich des Äquators fast den Antimeridian erreichte.
Der Zeitpunkt des Maximums, das heißt der kürzesten Mittelachse des Schattenkegels, war am 9. August 1896 um 5 Uhr und 9 Minuten UT. Daher wird die Finsternis diesem Datum zugeordnet, wie auch in den meisten Publikationen. Nur der in den Astronomischen Nachrichten veröffentlichte Bericht von Oskar Backlund über die Beobachtung auf der russischen Insel Nowaja Semlja nannte davon abweichend den 8. August. Im Russischen Kaiserreich galt damals noch der Julianische Kalender, so dass das Datum umgerechnet werden musste. Möglicherweise hat sich hier ein Fehler eingeschlichen, denn Alexis Hansky, der an derselben Expedition teilnahm, verwendete in seinem Aufsatz für die Société astronomique de France das korrekte Datum 9. August.

## Beobachtungen
Die Beobachtungsbedingungen waren längs des Kernschattenpfades vielerorts ungünstig, es lag fast überall Bewölkung vor. Dazu kam auf europäischer Seite der Umstand, dass die Verfinsterung bereits kurz nach Sonnenaufgang, gegen 4:53 Uhr Ortszeit, einsetzte. Es folgt eine Auswahl von Beobachtungsexpeditionen.

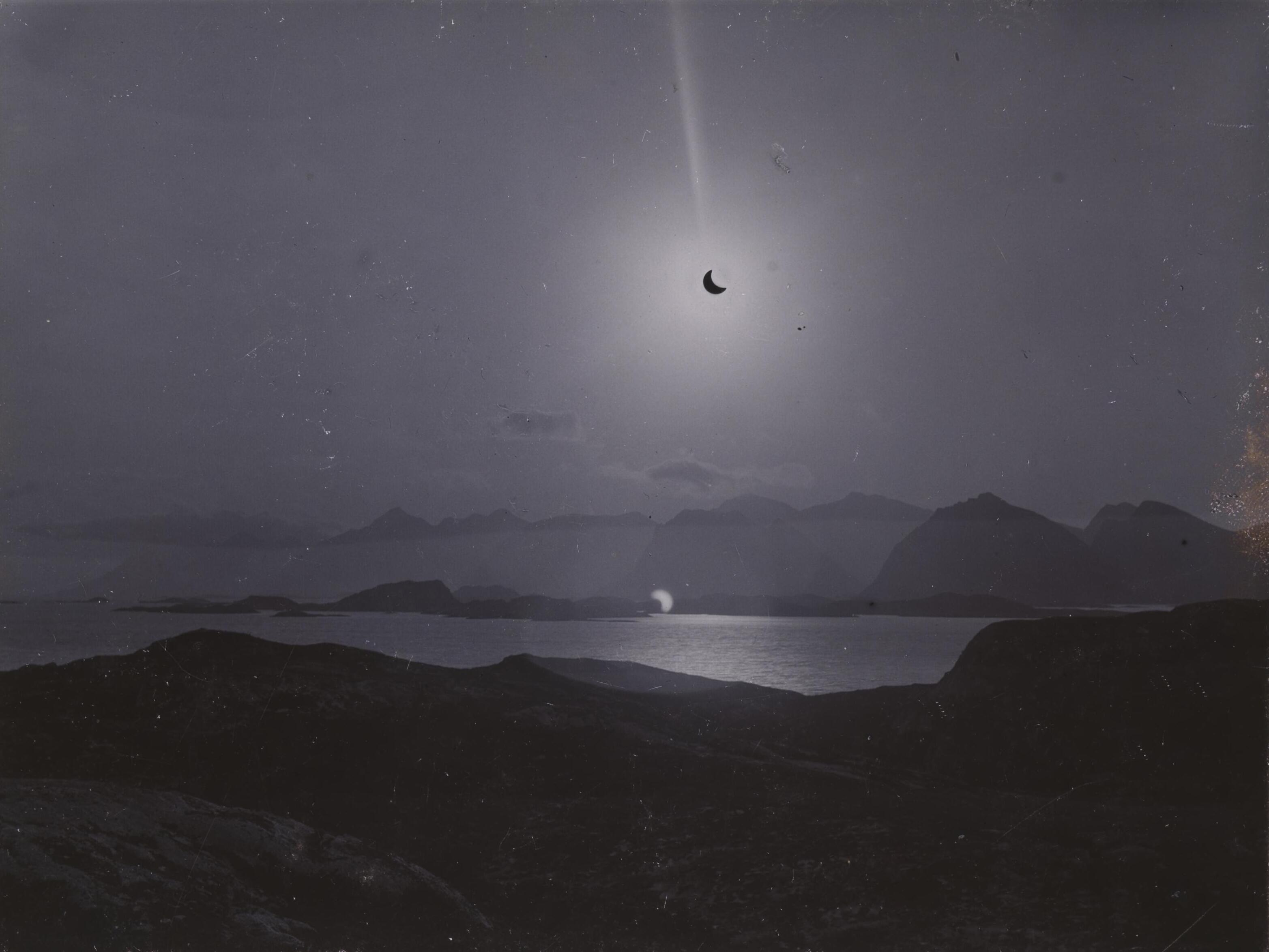
Teilweise Verfinsterung über Kabelvåg

### Skandinavien
Eine von der British Astronomical Association organisierte Expedition auf eine kleine Insel vor Vadsø bestand aus 58 Personen, darunter Robert Stawell Ball, Isaac Roberts, Annie Maunder, John Evershed und Dorothea Klumpke. Die Ergebnisse dieser  Expedition, die leider auf eine geschlossene Wolkendecke traf, wurden in den Memoirs of the British Astronomical Association dargestellt.
Von den schlechten Wetterbedingungen in Vadsø war auch die norwegische Expedition des Observatoriums von Kristiania (damaliger Name von Oslo) betroffen, ebenso wie die englische Expedition auf der Insel Kjøøya am Südrand des Varangerfjords, worüber Joseph Norman Lockyer in den Philosophical Transactions of the Royal Society schrieb.
Den Berichten der British Astronomical Association ist im Anhang ein weiterer angefügt, der über gute Beobachtungsbedingungen in Bodø berichtet, dort hatte man allerdings wegen ungünstiger Wetterprognosen keine astronomischen Instrumente.

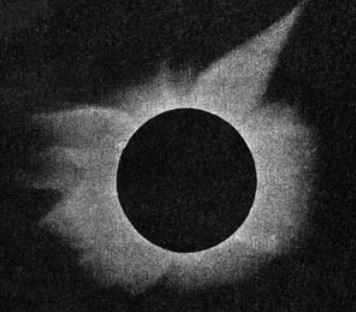
Fotografie der Corona von Kostinski

### Russland
Im Russischen Reich hatten die Astronomen des Pulkowo-Observatoriums zwei Expeditionen durchgeführt, eine auf der Insel Nowaja Semlja unter Oskar Backlund, Sergeji Kostinski und Alexis Hansky, die zweite im Dorf Olowskoje am Amur unter Aristarch Belopolski und Theodor Wittram. Beide Expeditionen hatten mit schlechten Wetterbedingungen zu kämpfen. Kostinski und Hansky gelangen fotografische Aufnahmen der Sonnenkorona.
Die Russische Astronomische Gesellschaft hatte ebenfalls zwei Expeditionen organisiert. Eine ging unter anderem mit Alexander von Kaulbars nach Siikavuopio am Fluss Muonio älv nahe der finnisch-schwedischen Grenze, auch hier konnte die Sonnenkorona trotz bedeckten Wetters erfolgreich fotografiert werden. Die zweite Expedition führte in den fernen Osten, in das Dorf Tschekurskaja (seit 1921 in  Urizkoje umbenannt, russisch Урицкое) an der Lena nahe Oljokminsk. Sergei von Glasenapp berichtete von hier über günstigere Witterungsbedingungen und gelungene Aufnahmen.

### Japan
Auf der Insel Hokkaidō im Norden Japans schlugen fünf Expeditionen ihr Lager auf: eine englische der Royal Astronomical Society, eine französische unter Henri-Alexandre Deslandres und drei US-amerikanische, nämlich des Lick-Observatoriums, des Amherst-Observatoriums und aus Harvard. Mabel Loomis Todd beschrieb die Umstände der Amherst-Expedition in Esashi (heute Ōshū) und ihre persönlichen Eindrücke über die einsetzende Dunkelheit und Stille und die Veränderungen in der Natur während der Finsternis.